# Xylander (Adelsgeschlecht)

Wappen derer von Xylander

Xylander ist der Name eines Briefadelsgeschlechts, das mit dem im Spanischen Erbfolgekrieg (1701–1713) gefallenen kurfürstlich-pfälzischen Oberstleutnant Johann Adolf Xylander beginnt. Sein Nachfahr, der kurfürstlich-pfalzbayerische Militärproviant- und Kasernenverwalter Karl Xylander erhielt am 4. Juli 1792 den Reichsritterstand mit dem Namen „Ritter und Edler von Xylander“. Dessen Sohn, der bayerische Major Carl Ritter und Edler von Xylander wurde 1809 mit seinen Geschwistern bei der Ritterklasse in Bayern immatrikuliert.

## Wappen
Das bei der Nobilitierung verliehene Wappen ist geviert und mit einem roten Herzschild belegt, in dem 4 silberne Kugeln stehen. In den Feldern 1 und 4 steht in Silber am Spalt ein halber schwarzer Adler, in 2 und 3 in Blau je drei (2, 1) querliegende Mühleisen. Das Wappen hat zwei Helme. Auf dem rechten mit schwarz-silbernen Decken ein wachsender goldener Löwe, auf dem linken mit blau-silbernen Decken ein silbernes Mühleisen zwischen einem offenen, rechts blauen und links silbernen Flug.

## Bekannte Familienmitglieder
- Emil von Xylander (1835–1911), bayerischer Generaloberst
- Ernst Ritter von Xylander (1922–1998), Diplom-Psychologe, Philosoph und Astrologe
- Heinrich von Xylander (General) (1840–1905), bayerischer General der Infanterie
- Heinrich von Xylander (Historiker) (1904–1941), deutscher Historiker
- Joseph von Xylander (1794–1854), bayerischer Generalmajor, Bevollmächtigter bei der Militär-Kommission des Deutschen Bundes und Mitglied der Frankfurter Nationalversammlung
- Marlen von Xylander, Historikerin und Schriftstellerin
- Dr. Max Ritter von Xylander, (1863–1936), Sanitätsrat
- Robert von Xylander (1830–1905), bayerischer Generalleutnant, Militärbevollmächtigter zum Bundesrat
- Rudolf von Xylander (1872–1946), deutscher Generalmajor, Militärhistoriker
- Oskar von Xylander (1856–1940), bayerischer General der Infanterie
- Wilhelm von Xylander (1803–1867), bayerischer Generalmajor
- Wolf-Dietrich von Xylander (1903–1945), deutscher Generalleutnant